# ناتاليا فولوفنيك
ناتاليا فولوفنيك (بالأوكرانية: Воловник Наталія Петрівна) مواليد 13 مارس 1993 في تيرنوبل أوبلاست، أوكرانيا، هي لاعبة كرة يد أوكرانية تلعب كجناح أيمن. مثلت منتخب أوكرانيا لكرة اليد للسيدات.

## سجل المنافسة
شاركت في البطولات التالية:
- بطولة أوروبا لكرة اليد للسيدات 2014